# Pałac Andafiavaratra
Pałac Andafiavaratra – pałac położony na najwyższym wzgórzu stolicy Madagaskaru, Antananarywy.
Obiekt był rezydencją premiera kraju Rainilaiarivony w latach 1864–1895. Budynek służy obecnie jako muzeum i jest tu przechowywane 1466 obiektów, które zostały uratowane z pożaru Pałacu Królowej w 1995 roku.
Na tylnym dziedzińcu muzeum znajduje się zespół tradycyjnych drewnianych chat z pięciu regionów Madagaskaru zbudowany przed wizytą prezydenta Francji, Jacques'a Chiraca.